# Danyyil Dvirnyy
Danyyil Dvirnyy (nascut el 21 d'octubre de 1990) és un jugador d'escacs italià que té el títol de Gran Mestre des de 2014.
A la llista d'Elo de la FIDE del gener de 2020, hi tenia un Elo de 2485 punts, cosa que en feia el jugador número 8 (en actiu) d'Itàlia. El seu màxim Elo va ser de 2575 punts, a la llista de març de 2014 (posició 339 al rànquing mundial).

## Resultats destacats en competició
El 2013 es proclamà 73è campió d'Itàlia (a Roma) amb 8 punts d'11, mig punt per davant d'Alberto David i Sabino Brunello, i es va endur la bossa de 3.000 euros. El juny de 2013 fou campió del 3r Torneig Forni di Sopra, amb 7 punts de 9, els mateixos punts que Aman Hambleton però amb millor desempat.
El desembre de 2015 fou per segon cop campió d'Itàlia (a Milà) amb 7 punts de 12, els mateixos punts que Alberto David i Axel Rombaldoni que els portà a fer un play-off de desempat fins que Dvirnyy derrotà a David a una partida a armageddon.

### Participació en olimpíades d'escacs
Dvirnyy ha participat, representant Itàlia, en dues Olimpíades d'escacs els anys 2012 i 2014, amb el resultat de (+10=2−1), per un 58,8% de la puntuació. El seu millor resultat el va fer a les Olimpíada del 2012 en puntuar 5 de 8 (+4 =2 -2), amb el 62,5% de la puntuació, amb una performance de 2520.